# Ermequi
Ermequi ist eine osttimoresische Aldeia im Suco Bocolelo (Verwaltungsamt Laulara, Gemeinde Aileu).

## Geographie
Die Aldeia Ermequi (zunächst falsch als Ermerqui bezeichnet) wurde zusammen mit ihrem Suco Bocolelo 2017 geschaffen. Davor gehörte die Region zum Suco Fatisi. Ermequi liegt im Westen von Bocolelo. Südlich befindet sich die Aldeia Donfonamo, südöstlich die Aldeia Mauberhatan und nordöstlich die Aldeia Kuncin. Im Westen grenzt Ermequi an die Gemeinde Liquiçá mit ihrem Suco Tibar (Verwaltungsamt Bazartete). Die Grenze zu Tibar bildet der Rio Comoro, der nur in der Regenzeit Wasser führt.
Entlang des Rio Comoros führt eine Straße von der Landeshauptstadt Dili im Norden bis zur Gemeindehauptstadt Aileu. An der Straße liegt im Norden am Ufer des Rio Comoro der Ort Ermequi und im Westen ein weiterer Weiler.